# Plughead Rewired: Circuitry Man II
Plughead Rewired: Circuitry Man II es una película de ciencia ficción posapocalíptica estadounidense de 1994 escrita y dirigida por Steven Lovy y Robert Lovy, y protagonizada por Jim Metzler, Vernon Wells, Deborah Shelton, Dennis Christopher, Nicholas Worth y Traci Lords . Es la secuela de la película clásica de culto de 1990 Circuitry Man.

## Sinopsis
"Plughead Rewired: Circuitry Man II" es una película de ciencia ficción que continúa la historia de su predecesora, "Circuitry Man" (1990). Dirigida por Robert Lovy, la película se sitúa en un futuro distópico donde la tecnología y la realidad virtual desempeñan un papel central en la vida cotidiana.
La trama sigue los eventos de la primera película y se centra en la figura de Plughead, un personaje cibernéticamente mejorado interpretado por Vernon Wells. Este antagonista, conocido por sus implantes y habilidades mejoradas, se convierte en el punto focal de la narrativa. La película explora temas de identidad, ética y las consecuencias de la fusión entre humanos y tecnología.
En términos de estilo visual y estético, "Plughead Rewired: Circuitry Man II" refleja la estética propia de la década de 1990, con efectos especiales que buscan aprovechar las posibilidades tecnológicas de la época. La cinematografía y el diseño de producción contribuyen a la ambientación futurista de la película, sumergiendo a la audiencia en un mundo donde la línea entre lo humano y lo tecnológico se difumina.
El elenco, encabezado por Vernon Wells, entrega interpretaciones acordes con el tono de ciencia ficción de la película. Los personajes exploran las implicaciones de la evolución tecnológica y la convergencia entre humanidad y máquina, añadiendo capas temáticas a la historia. En el contexto del futuro contaminado de la Tierra, una agente del FBI saca a Danner, un androide del placer, de un asilo para obligarlo a ayudarla a cazar al psicópata criminal "Plughead". Pero Plughead, que ya se ha enredado con Danner antes, tiene sus propios planes. Está obligando a una científica a ayudarle a fabricar chips que prolongan la vida y que pretende vender a clientes ricos y poderosos.

## Elenco
- Vernon Wells como "Plughead"
- Deborah Shelton como Kyle
- Jim Metzler como Danner
- Dennis Christopher como "Sanguijuela"
- Nicholas Worth como "Rock"
- Traci Lords como Norma
- Paul Willson como "Beany"
- Andy Goldberg como "Calamar"
- Tom Kenny como "gurú"
- George Murdock como el senador Riley
- Bill Bolender como el soldado Richards
- Flor de George Buck como Jerry
- Gigi Gastón como jinete

## Recepción
Escribiendo en Entertainment Weekly, JR Taylor la calificó con C− y escribió que la película recicla la trama de la primera película, aunque elogió a Metzler como "uno de los tipos del género más interesantes que existen".  Michael Weldon, autor de The Psychotronic Video Guide, la llamó "una secuela de comedia casi sin trama, a veces divertida". 